# عبلية (الرين)
عبلية، هي قرية من فئة (أ) تقع في محافظة الرين، والتابعة لمنطقة الرياض في السعودية. وتبعد عبلية عن محافظة الرين بمسافة تقارب () كم.